# Liasina
Liasina is een geslacht van uitgestorven kreeftachtigen uit de klasse van de Ostracoda (mosselkreeftjes).

## Soorten
- Liasina cylindrica Ainsworth, 1986 †
- Liasina lanceolata (Apostolescu, 1959) Gramann, 1963 †
- Liasina vestibulifera Gramann, 1963 †